# Kora (imię)
Kora – imię żeńskie pochodzenia greckiego. Wywodzi się od słowa kóre – czyli „dziewczę”. Imię to nosiła mityczna Kora, córka bogini Demeter. Kora stanowi również zdrobnienie od imion Kornelia i Koryna.
Osoby znane pod pseudonimem Kora:
- Kora – wokalistka zespołu Maanam, właśc. Olga Jackowska